# Chiesa cattolica nelle Tonga

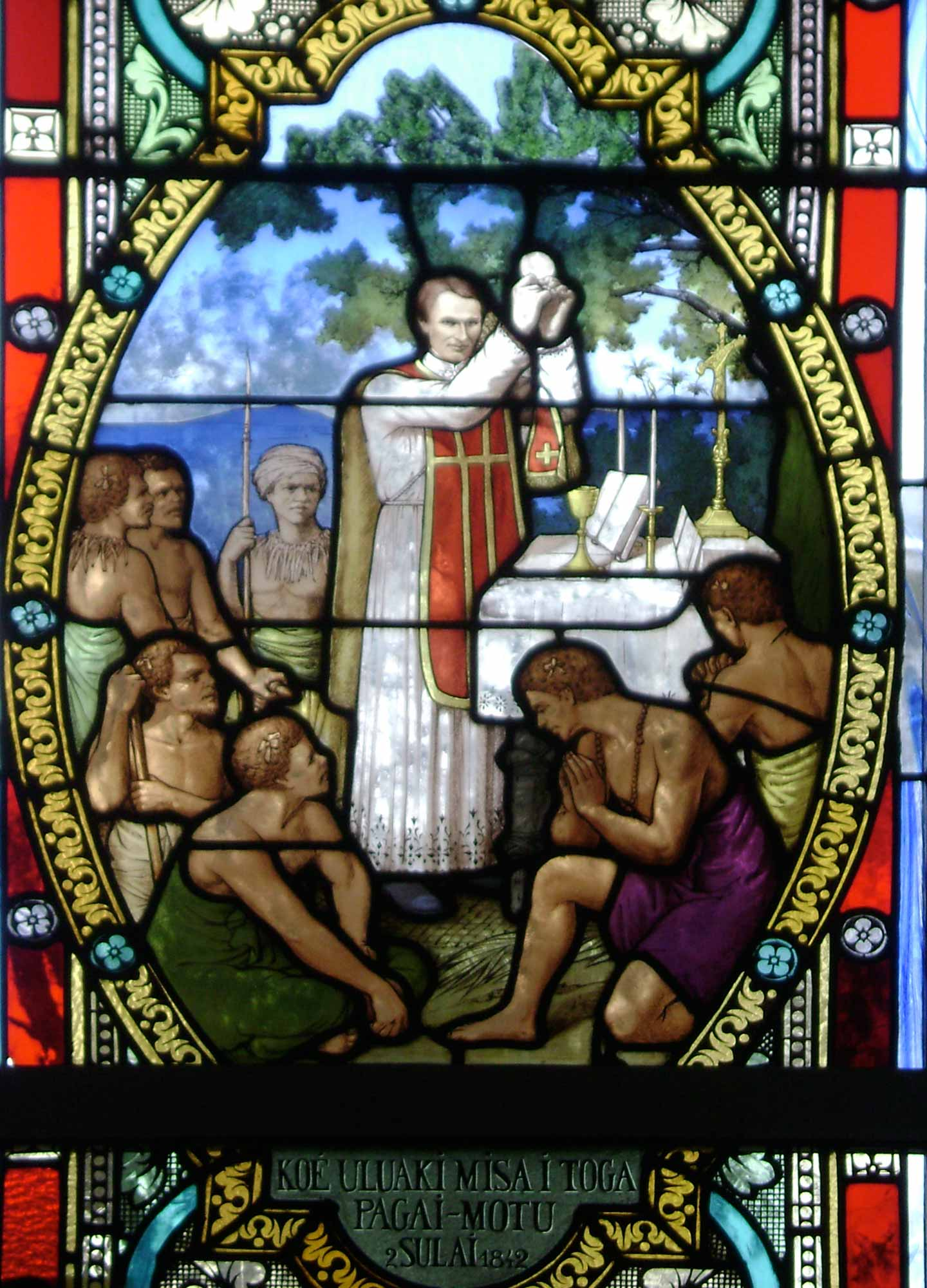
Raffigurazione della prima messa celebrata in Tonga, da una vetrata della chiesa di Lapaha

La Chiesa cattolica nelle Tonga è parte della Chiesa cattolica in comunione con il vescovo di Roma, il papa.

## Demografia
Lo stato di Tonga, costituito da un arcipelago di 40 isole abitate e oltre un centinaio disabitate, ha una superficie complessiva di 748 km² e una popolazione di 97.894 abitanti nel 2004. Il cristianesimo è la religione più diffusa nel regno. Secondo l'International Religious Freedom Report del 2006, il cattolicesimo costituiva la seconda confessione religiosa del Paese con il 16,1% della popolazione totale, preceduta dalla chiesa metodista (la Free Wesleyan Church of Tonga) con il 41%.

## Storia
L'evangelizzazione dell'arcipelago fu affidato da papa Gregorio XVI ai missionari Maristi. Il sacerdote padre Chevron ed il fratello laico Attale iniziarono la loro missione nel 1842 dal villaggio di Pea, che però venne distrutto dieci anni dopo dai metodisti. La missione riprese da Mua. La missione marista dipendeva dal vicariato apostolico dell'Oceania centrale, istituito il 23 agosto 1842. Tonga divenne ben presto il centro dell'evangelizzazione di questa parte dell'Oceania. Nel 1937 fu eretto il vicariato apostolico delle Isole Tonga, che papa Paolo VI elevò al rango di diocesi il 21 giugno 1966.

## Organizzazione ecclesiastica
La diocesi di Tonga è l'unica circoscrizione ecclesiastica presente nel Paese e comprende anche l'isola neozelandese di Niue; è immediatamente soggetta alla Santa Sede, ma l'Annuario Pontificio la indica come aggregata alla provincia ecclesiastica di Suva.
Il vescovo di Tonga fa parte della Conferenza episcopale del Pacifico.

## Nunziatura apostolica
Santa Sede e Tonga hanno stabilito relazioni diplomatiche il 28 agosto 1994: è stata, così, costituita la nunziatura apostolica, separandola dalla delegazione apostolica nell'Oceano Pacifico. Sede del nunzio è la città di Wellington, capitale della Nuova Zelanda.

### Nunzi apostolici
- Thomas Anthony White (17 settembre 1994 - 27 aprile 1996 dimesso)
- Patrick Coveney (27 aprile 1996 - 25 gennaio 2005 nominato nunzio apostolico in Grecia)
- Charles Daniel Balvo (1º aprile 2005 - 17 gennaio 2013 nominato nunzio apostolico in Kenya e osservatore permanente della Santa Sede presso l'UNEP e l'UN-HABITAT)
- Martin Krebs (18 gennaio 2014 - 16 giugno 2018 nominato nunzio apostolico in Uruguay)
- Novatus Rugambwa, dal 30 novembre 2019